# Мартин Энрикес де Лакарра
Мартин Энрикес де Лакарра (исп. Martín Enríquez de Lacarra;около 1315, Монхелос — 1379, Королевство Наварра) — наваррский дворянин и маршал, служивший по приказу короля Наварры Карла II Злого в его кампаниях в Королевстве Франции во время Столетней войны и в Королевстве Кастилия во время гражданской войны, поддерживая законного суверена Педро I Жестокого. Носил титулы — 1-й сеньор не Аблитас, Монгелос и Фонтельяс, 2-й сеньор де Лакарра.

## Биография

### Семейное происхождение и ранние годы
Мартин Энрикес де Лакарра родился около 1315 года в городе Монгелос в Королевстве Наварра. Сын сын Хуана Энрикеса де Лакарры (род. ок. 1269—1323, Беотибар) , 1-го сеньора-консорта Лакарра, который в последний раз участвовал в битве при Беотибаре против гипускоанцев в 1323 году. Его матерью была женщина (её имя неизвестно), жена и дальняя родственница его отца, дочь Санчо де Лакарры (ок. 1268 — после 1318), последнего сеньора де Лакарра.
У Мартина были сестра Хуана Энрикес де Лакарра (род. около 1320), и старший брат Хуан Энрике де Лакарра (ок. 1311—1337), умерший молодым по неизвестным причинам.
Мартин был внуком Генриха (Энрике) I Толстого (ок. 1244—1274), короля Наварры и графа Шампани (1270—1274). Хуан Энрикес де Лакарра был внебрачным сыном Генриха Толстого.
Мартин Энрикес был потомком по материнской линии Арнальдо де Лакарра или Арно де ла Карре (род. ок. 1165), 3-го сеньора де Лакарра, который сражался 16 июля 1212 года в битве при Лас-Навас-де-Толоса и сопровождал наваррского короля Санчо VII Сильного в этой военной кампании.

### Старший мерино Сангуэсы и сеньор Монгелоса и Фонтельяса
В 1334 году, в возрасте около девятнадцати лет, Мартин Энрикес официально зарегистрирован как королевский слуга. Между 1339 и 1342 годами он был старшим мерино Сангуэсы.
С июля того же (до 1355 года) он был назначен смотрителем замка Сен-Жан-Пье-де-Пор, а с 1345 года конфискованных замков Аграмонт и Лукса.
Мартин Энрикес стал вторым сеньором Лакарры в 1349 году с королевского подтверждения и знаменосцем Наваррского королевства. В этом последнем 1349 году он получил во владение город Монгелос и в качестве сеньора в октябре 1355 года. 25 июня 1361 года ему были переданы города Фонтельяс и Аблитас.

## Маршал Наварры и капитан Шербура

Королевства Франции и Наварры в 1350 году, а также местонахождение нормандского замка Шербур

Норманнский город Шербур был продан королем Франции Иоанном II Добрым в 1354 году суверену Карлу II Наваррскому, и таким образом Энрикес де Лакарра активно участвовал в кампаниях упомянутого короля Наварры во Франции.
Около 1356 года он был капитаном «Меринада-де-ла-Рибера» и вскоре после этого был назначен лейтенантом королевства, и поэтому в 1357 году он отправился морем в Нормандию с 1354 пехотинцами, плюс четыреста человек, которых он завербовал. В следующем году Хуан Руис де Айбар был наваррским хранителем Шербура, для которого был подписан мир с Францией в 1359 году.
В 1364 году он будет назначен маршалом Наварры — высшим военным званием того времени — и капитаном Шербура в Нормандии. Он также участвовал в военных и дипломатических экспедициях в Кастилию и Арагон.
16 мая 1364 года он принял участие в битве при Кошереле, которая была частью Столетней войны, а 3 апреля 1367 года он сражался в битве при Нахере в пользу короля Кастилии Педро I Жестокого, в контексте Первой кастильской гражданской войны, в которой, среди других стран, участвовала Наваррская корона.

### Потеря некоторых сеньорий и смерть
3 мая 1368 года король Карл II Злой пожаловал сеньории Аблитас и Фонтельяс своему камергеру Мосену Родриго де Урису, в то время как Мартин Энрикес де Лакарра сохранил за собой сеньорию Монгелос.
В феврале 1378 года король Наварры Карл Злой сдал нормандский замок Шербур на три года в аренду королю Англии Ричарду II, чтобы спасти его от французских войск.
Смерть маршала Мартина Энрикеса де Лакарра произошла в 1379 году.

## Брак и потомство
Королевский лейтенант Мартин Энрикес де Лакарра был женат в 1362 году на Хуане де Лисасоан (ок. 1342 г. — ум. позднее 1393 г.), сестре Гарсиа Лопеса де Лисасоана (около 1338 г. — после 1406 г.). У Мартина Энрикеса и Хуаны де Лисасоайн было как минимум четверо детей:
- Хуана Энрикес де Лакарра (род. ок. 1363 г.), 2-я сеньора Монгелос и 3-я сеньора де Лакарра. Около 1389 года она вышла замуж за Гарсиа Рамиреса де Асиайна (род. около 1360 г.). У супругов было как минимум двое детей:
  - Хуан де Асиайн-и-Лакарра (род. ок. 1392), 2-й сеньор де Лакарра. Жена — Бланка де Вильяэспеса, дочь Франсеса де Вильяэспеса, главного канцлера. У них была одна дочь — Грасиоза де Лакарра и Асиайн де Вильяэспеса, жена Пьера де Со, барона де Со.
  - Карлос де Асиайн-и-Лакарра (род. ок. 1394)
- Мартин II Энрикес де Лакарра (ок. 1364 — 9 июля 1410 г.), 1-й сеньор Вьерласа и Сартагуды, 2-й сеньор Аблитас
- Бельтран Энрикес де Лакарра (ок. 1366—1423), которому король Карлос III подарил в 1387 году в пожизненное владение город и замок Мурильо-эль-Фруто
- Мария Энрикес де Лакарра-и-Лизасоан (род. ок. 1379), муж с ок. 1400 года Луис д Коскон, 1-й сеньор де Камараса. У супругов было одна дочь:
  - Анхелика де Коскон-и-Лакарра, сеньор де камараса. Жена Хуана де Луна-и-Сердан, 3-го сеньора де Рикла.